# (464186) 2015 AO269
(464186) 2015 AO269 es un asteroide perteneciente al cinturón de asteroides, descubierto el 31 de diciembre de 1997 por el equipo Spacewatch desde el Observatorio Nacional de Kitt Peak (Arizona, Estados Unidos).